# میهائیل، سگ سیرک
میهائیل، سگ سیرک (رومانیایی: Mihail, câine de circ) یک فیلم ماجراجویی به کارگردانی سرجیو نیکلائسکو است که در سال ۱۹۷۹ منتشر شد.

## بازیگران
- کارل میشائیل فوگلر
- سرجیو نیکلائسکو
- ایلاریون چوبانو
- آمزا پلئا
- ارنست مافتی
- یون بسویو
- کولئا رائوتو
- میرچئا آلبولسکو
- اشتفان میهایلسکو-بریلا
- ولادیمیر گیتان
- الکساندرو دوبرسکو
- گئورگه ویسو
- دورو ناستاسه
- کورنلیو گاربئا
- الکساندرو دوبرسکو
- گئورگه ویسو
- واسیله پوپا
- آنتونی چین
- ایلئانا پوپوویچ